# 1810 Epimetheus
1810 Epimetheus eller 4196 P-L är en asteroid i huvudbältet som upptäcktes den 24 september 1960 av den nederländsk-amerikanske astronomen Tom Gehrels och det nederländska astronomparet Ingrid van Houten-Groeneveld och Cornelis Johannes van Houten vid Palomarobservatoriet. Den är uppkallad efter titanen Epimetheus i den grekiska mytologin.
Asteroiden har en diameter på ungefär 7 kilometer och den tillhör asteroidgruppen Flora.